# NGC 1597
NGC 1597 је елиптична галаксија у сазвежђу Еридан која се налази на NGC листи објеката дубоког неба.
Деклинација објекта је - 11° 17' 24" а ректасцензија 4h 31m 13,4s. Привидна величина (магнитуда) објекта NGC 1597 износи 14,0 а фотографска магнитуда 15,0. NGC 1597 је још познат и под ознакама MCG -2-12-32, NPM1G -11.0163, IRAS 04287-1124, PGC 15374.